# Вірджинія Олдоїні
Вірджинія Олдоїні, графиня Кастільйоне (22 березня 1837 — 28 листопада 1899), відоміша як графиня Ла Кастільйоне, — італійська аристократка, шпигунка, фаворитка імператора Франції Наполеона III, піонерка фотографії, що лобіювала об'єднання Італії.

## Раннє життя
Вірджинія Елізабетта Луїза Карлотта Антуанета Тереза Марія Олдоїні (фр. Virginie Élisabeth Louise Charlotte Antoinette Thérèse Marie Oldoïni) народилася 22 березня 1837 р. у Флоренції, Тоскана в родині маркіза Філіппо Олдоїні та Ізабелли Лампореккі, дрібної тосканської знаті. Вірджинію виховував її дідусь Раньєрі. У 17 років вступила в шлюб з Франческо Верасісом, графом Кастильоне, старшим на 12 років. Народила сина Джорджо.
Двоюрідний брат Вірджинії, Камілло, граф Кавур, міністр уряду Віктора Еммануїла II, короля Сардинії (яке тоді вже включало і П'ємонт, Валле-д'Аосту, Лігурію та Савою). Коли Ла Кастільйоне з чоловіком їздили до Парижа в 1855 році, графиня за вказівками кузена лобіювала справу італійської єдності перед Наполеоном III. Ставши фавориткою Наполеона III, Кастільйоне набула розголосу, який змусив її чоловіка вимагати подружньої розлуки. У 1855 році мала стосунки з королем Італії Віктором Еммануїлом II.
У 1856—1857 рр. увійшла в соціальне коло європейських королівських осіб. Під час стосунків з французьким імператором познайомилася з Августою Саксен-Веймарською, Отто фон Бісмарком та Адольфом Тьєром.
Графиня була відома красою та вишуканими театральними костюмами, в яких з'являлась при імператорському дворі і створювала свої піонерські фотокомпозиції. Одним з найвідоміших її вбрань був костюм «Королеви сердець».
Графиня Кастільйоне провела останні роки у квартирі на площі Вандом, де кімнати були оформлені в чорному кольорі, штори були затягнуті, а дзеркала зняті. Вона виходила з помешкання лише вночі. 
28 листопада 1899 року Вірджинія Кастільйоне померла у віці 62 років, похована на кладовищі Пер-Лашез у Парижі.

## Політична діяльність
Графиня Кастільйоне повернулася до Італії в 1857 році після завершення істрорії з Наполеоном III. Через чотири роки, можливо, частково завдяки впливові Ла Кастільоне на Наполеона III, було проголошено Королівство Італія. Того ж року вона повернулася до Франції і оселилася в Пассі.
У 1871 р., відразу після поразки Франції у Франко-прусській війні, грифиню Кастільйоне направили на таємну зустріч з Отто фон Бісмарком, щоб пояснити йому, як німецька окупація Парижа може бути фатальною для його інтересів. Вона була переконливою, бо Париж не зазнав прусської окупації.

## Фотокар'єра
У 1856 році графиня Кастільйоне почала фотографуватись у Маєра та Пірсона, фотографів, прихильних до імператорського двору. Протягом наступних чотирьох десятиліть спільно з П'єра-Луї Пірсоном вона створила 700 різних фотографій, на яких відтворила для камери важливі моменти свого життя. Вона витратила значну частину свого особистого статку і навіть заборгувала, щоб виконати цей проєкт. На більшості фотографій графиня зображена у театральних костюмах. Ряд фотографій зображають її у позах незвичних для епохи, зокрема, зображення, що оголюють її босі ноги та ступні. На цих світлинах не видно її обличчя.
У 1890-х знову розпочала коротку співпрацю з Пірсоном, її пізніші фотографії відображають зміни в її стані. Ла Кастильйоне хотіла провести виставку своїх робіт на Всесвітній виставці (1900), однак цього не сталося. 
Роберт де Монтеск'ю, поет-символіст, денді та завзятий колекціонер мистецтва, був захоплений графинею ді Кастільйоне. Тринадцять років він витратив на написання біографії «La Divine Comtesse», яка з'явилася в 1913 році. Після смерті графині він зібрав 433 її фотографії, всі з яких увійшли до колекції музею Метрополітен.

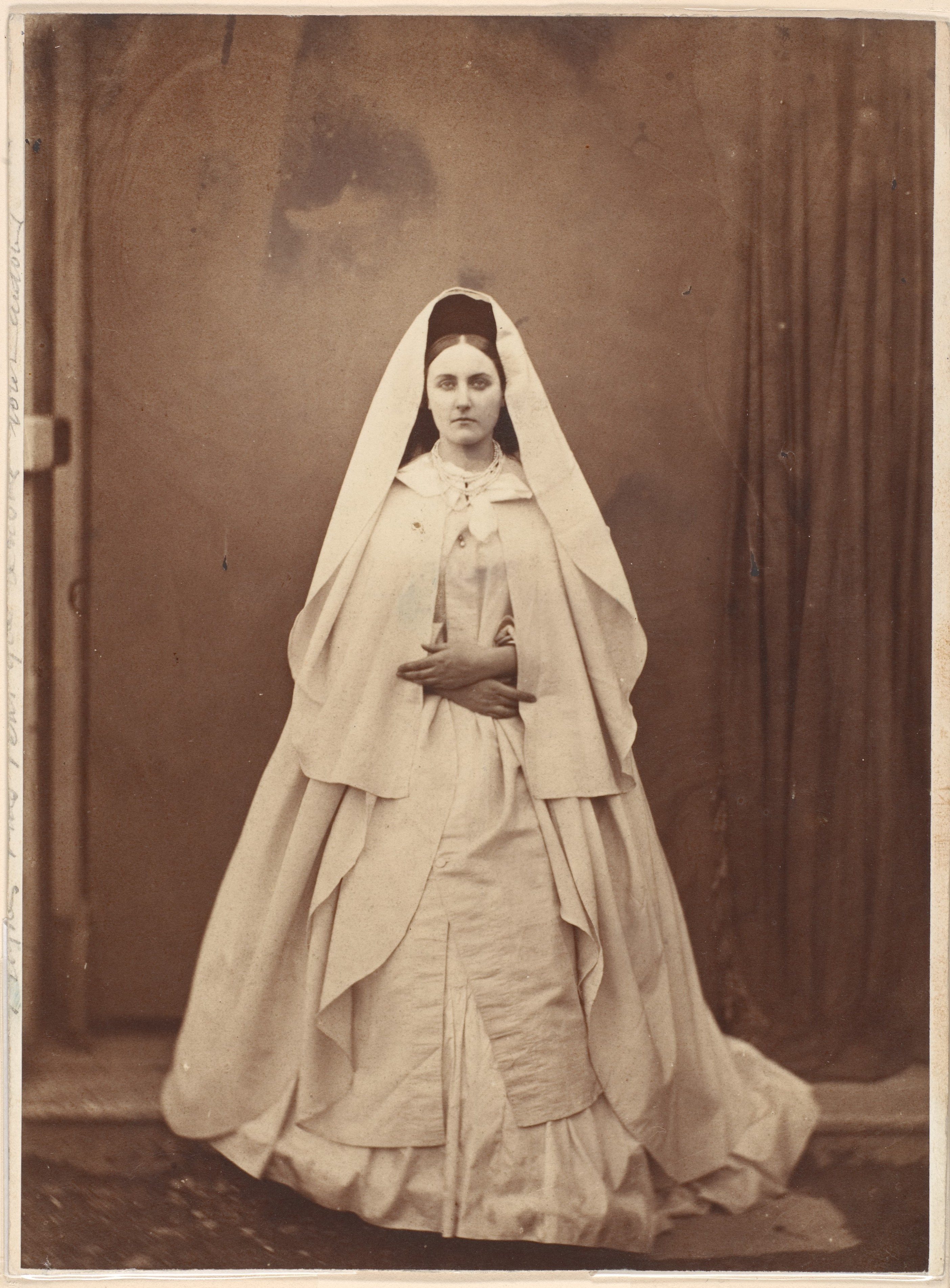
Біла черниця, 1856–57
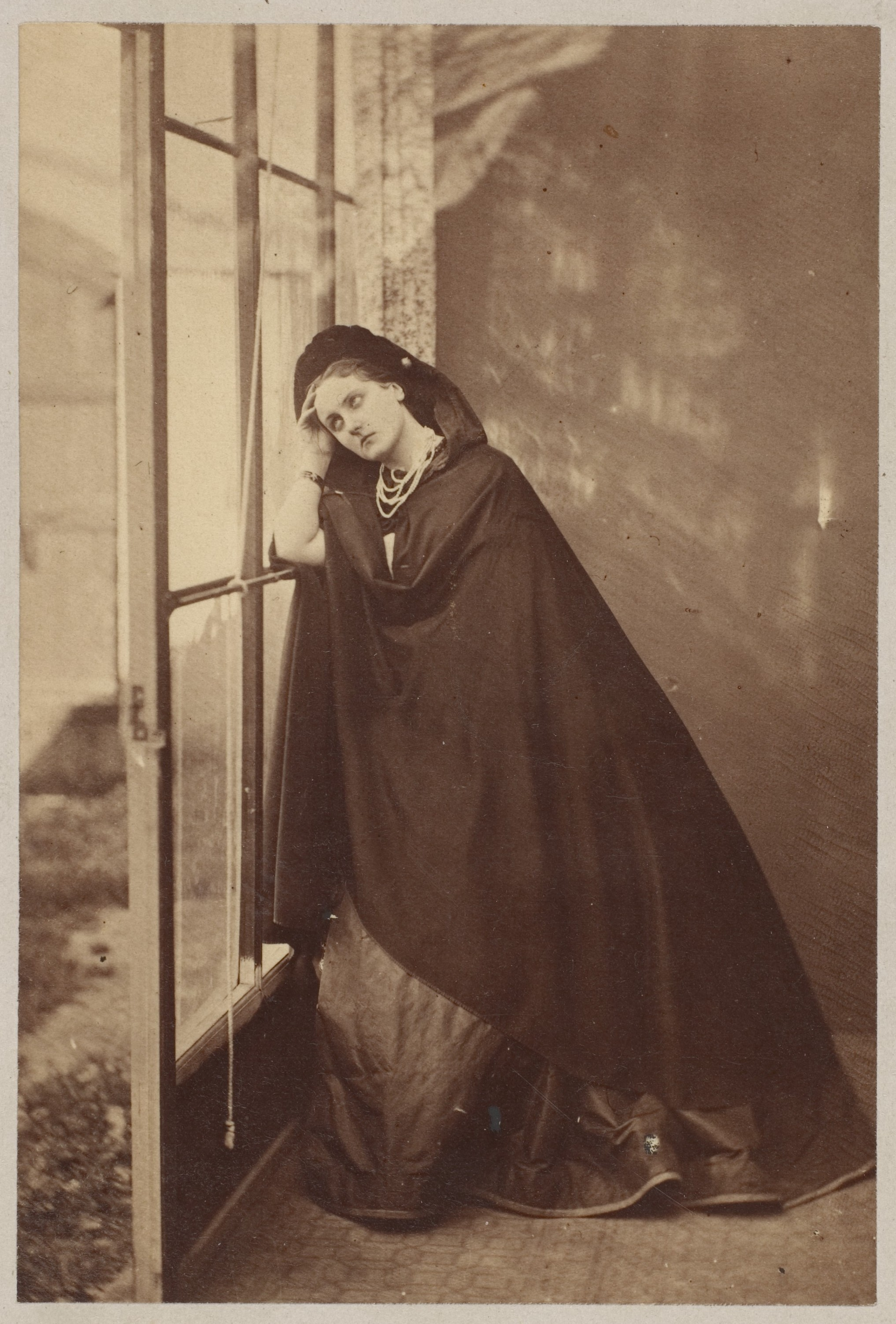
Беатриса, 1856–57
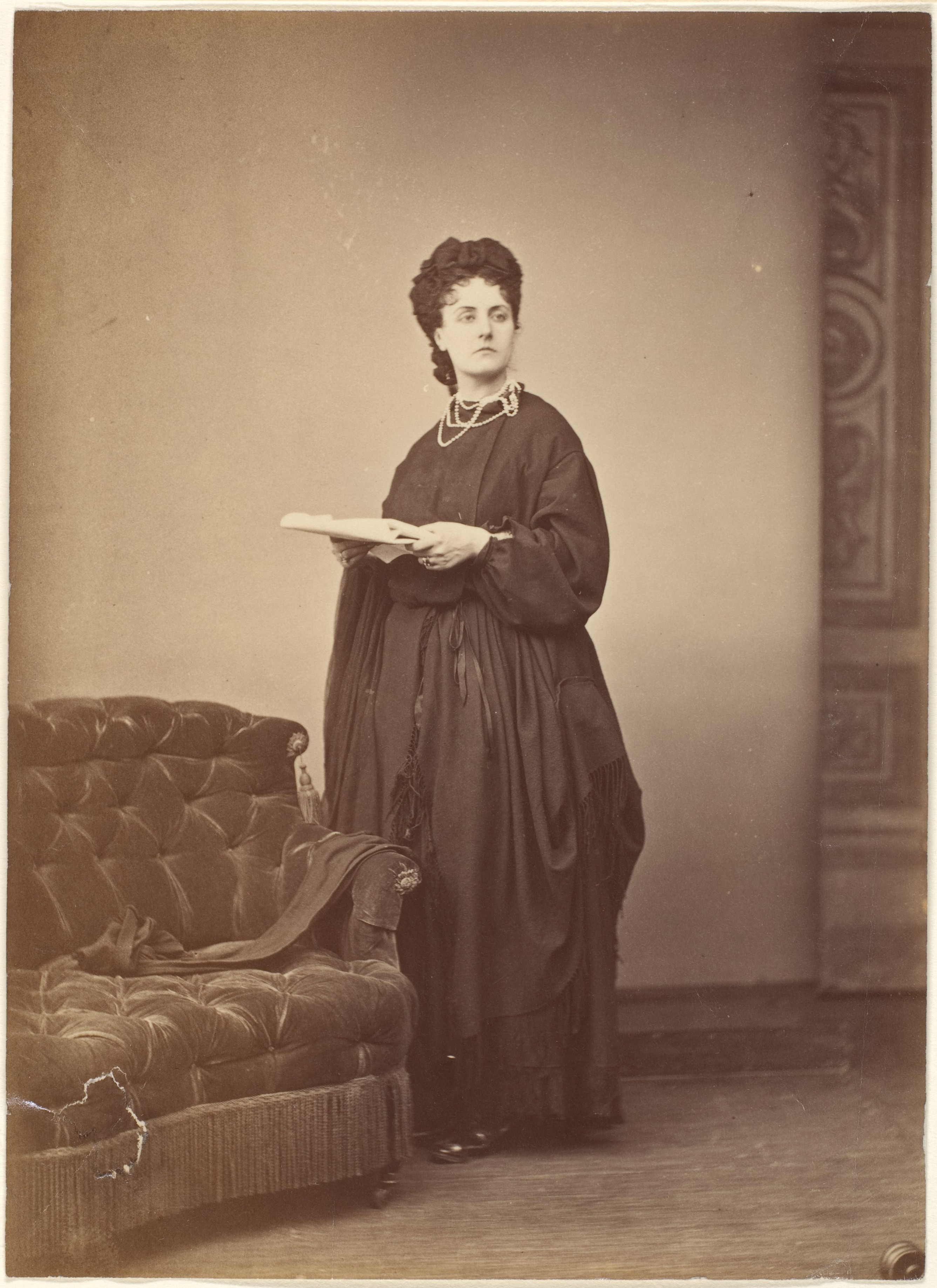
1860
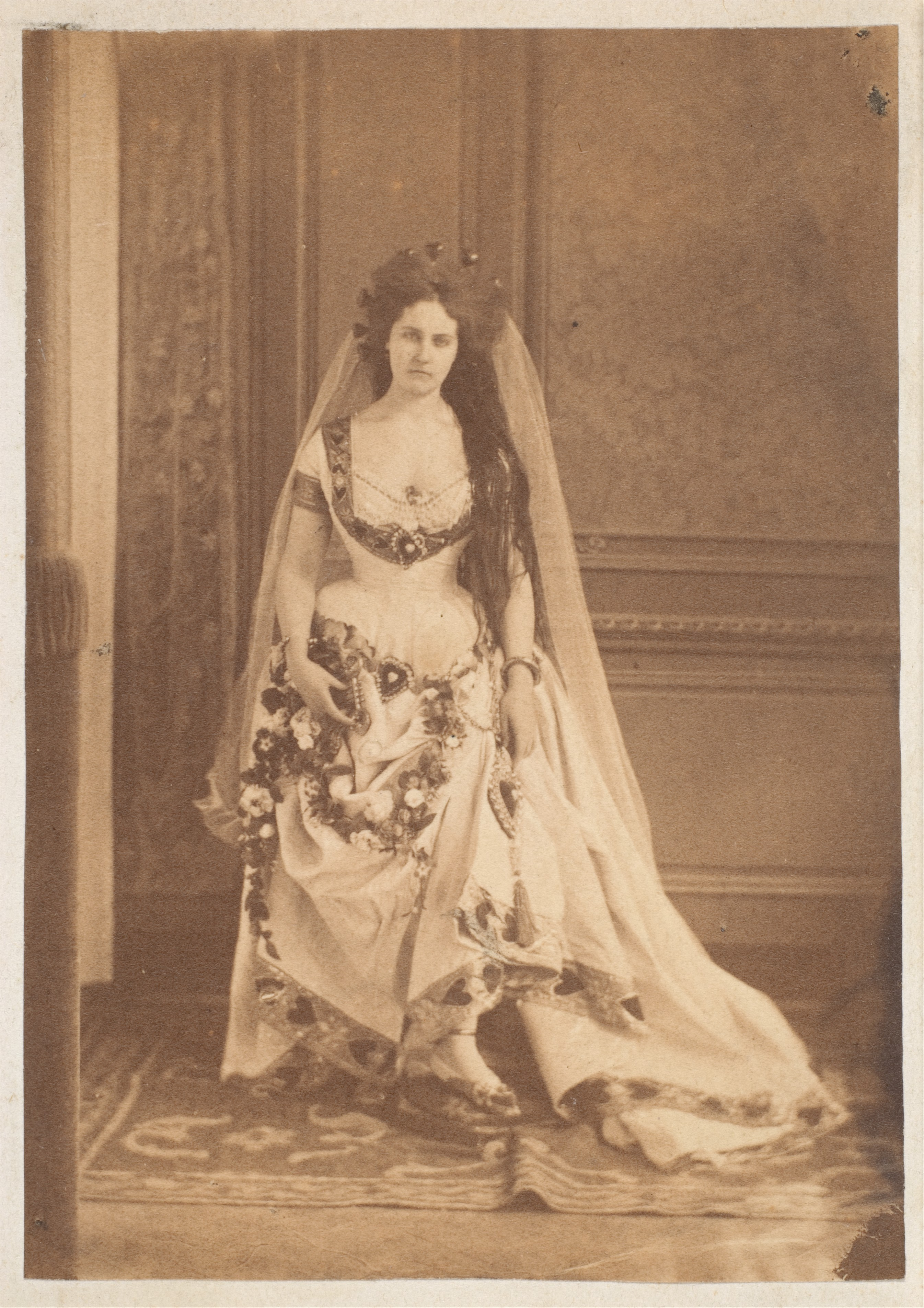
Дама чирв, 1861–63
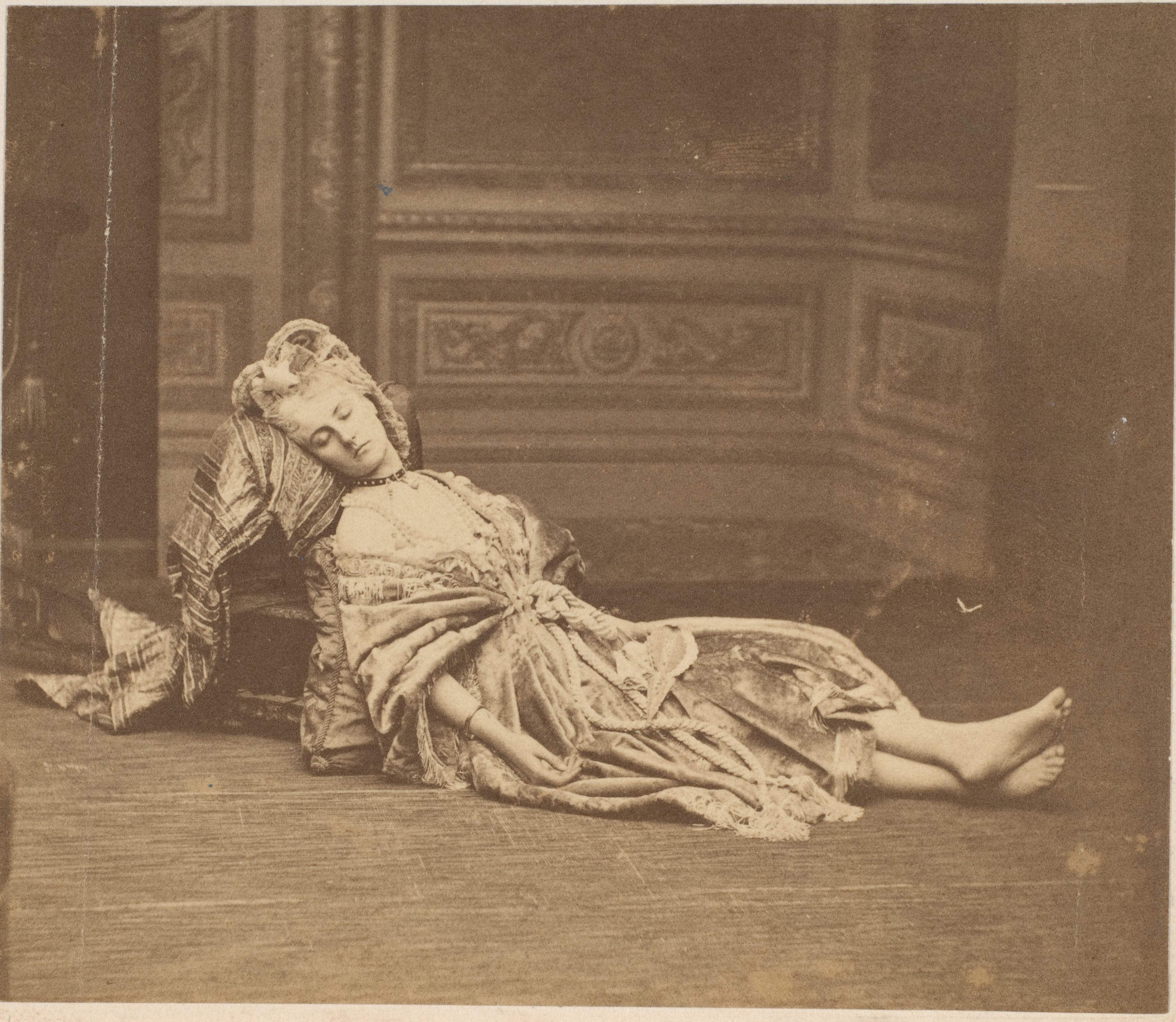
1861–67
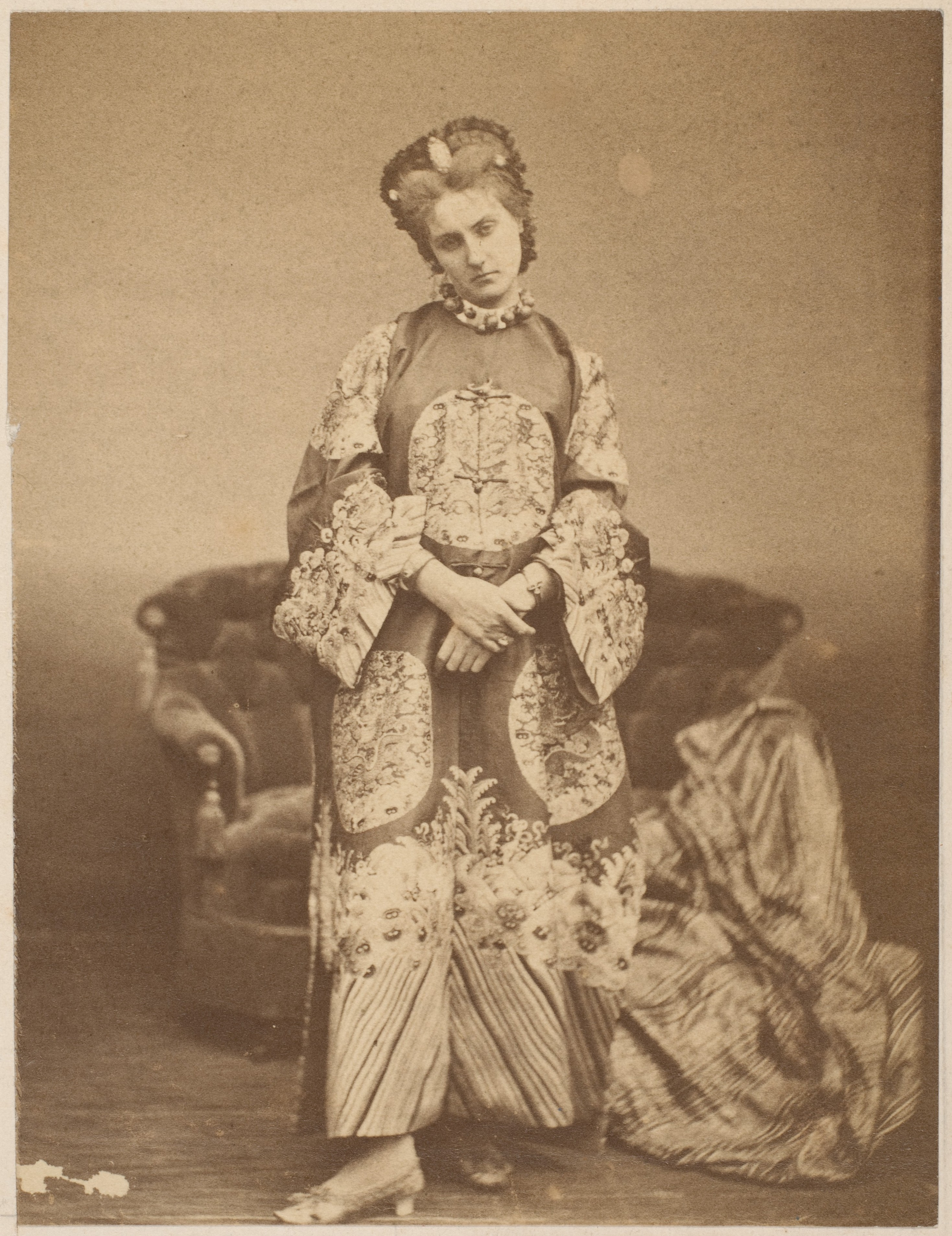
1861–67
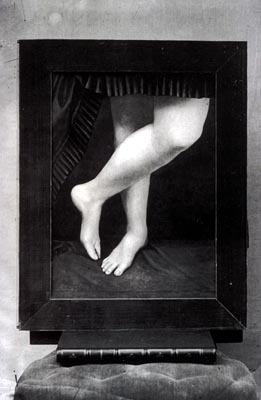
Ноги графині Кастільйоне, 1861-1867
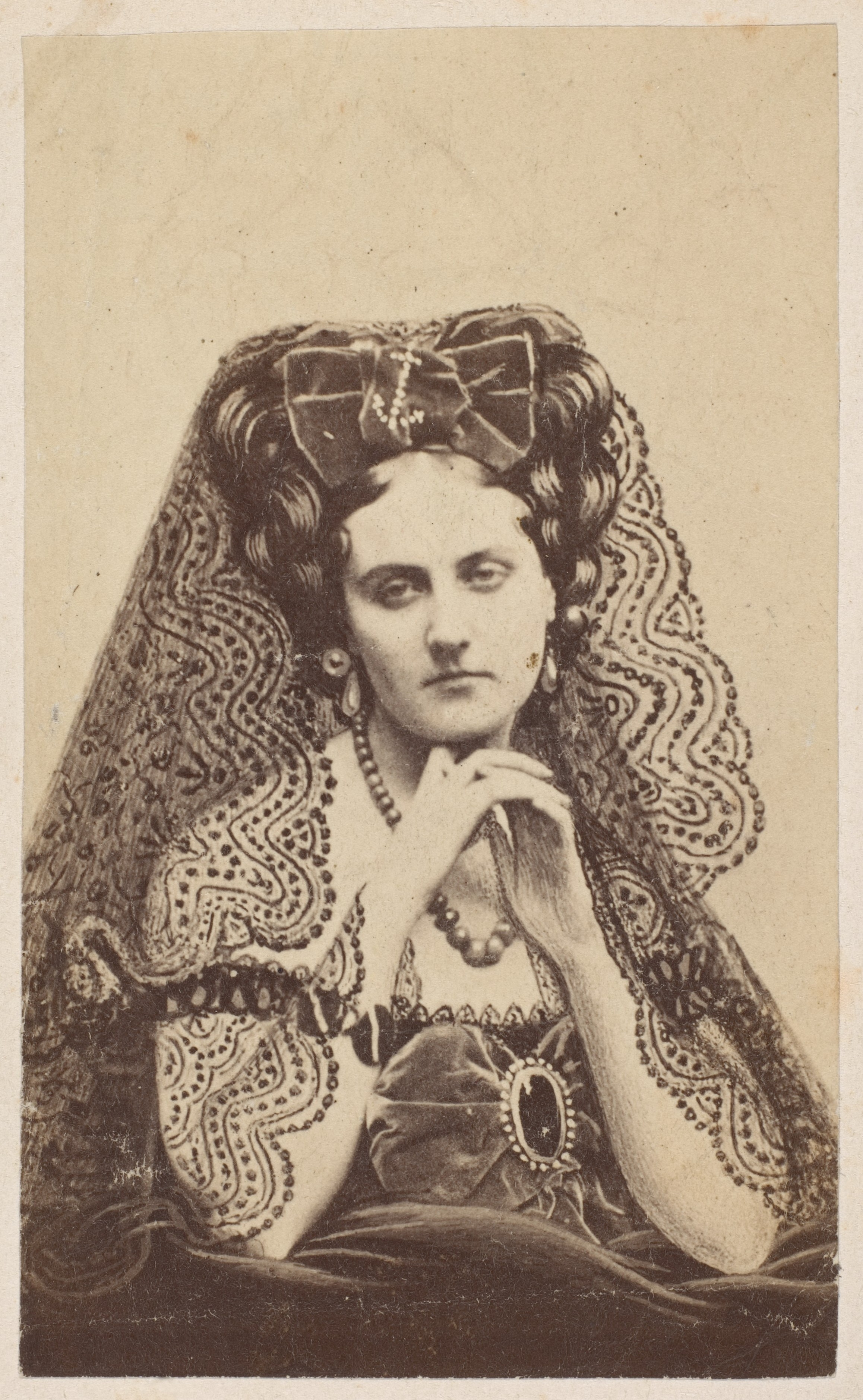
1861–67
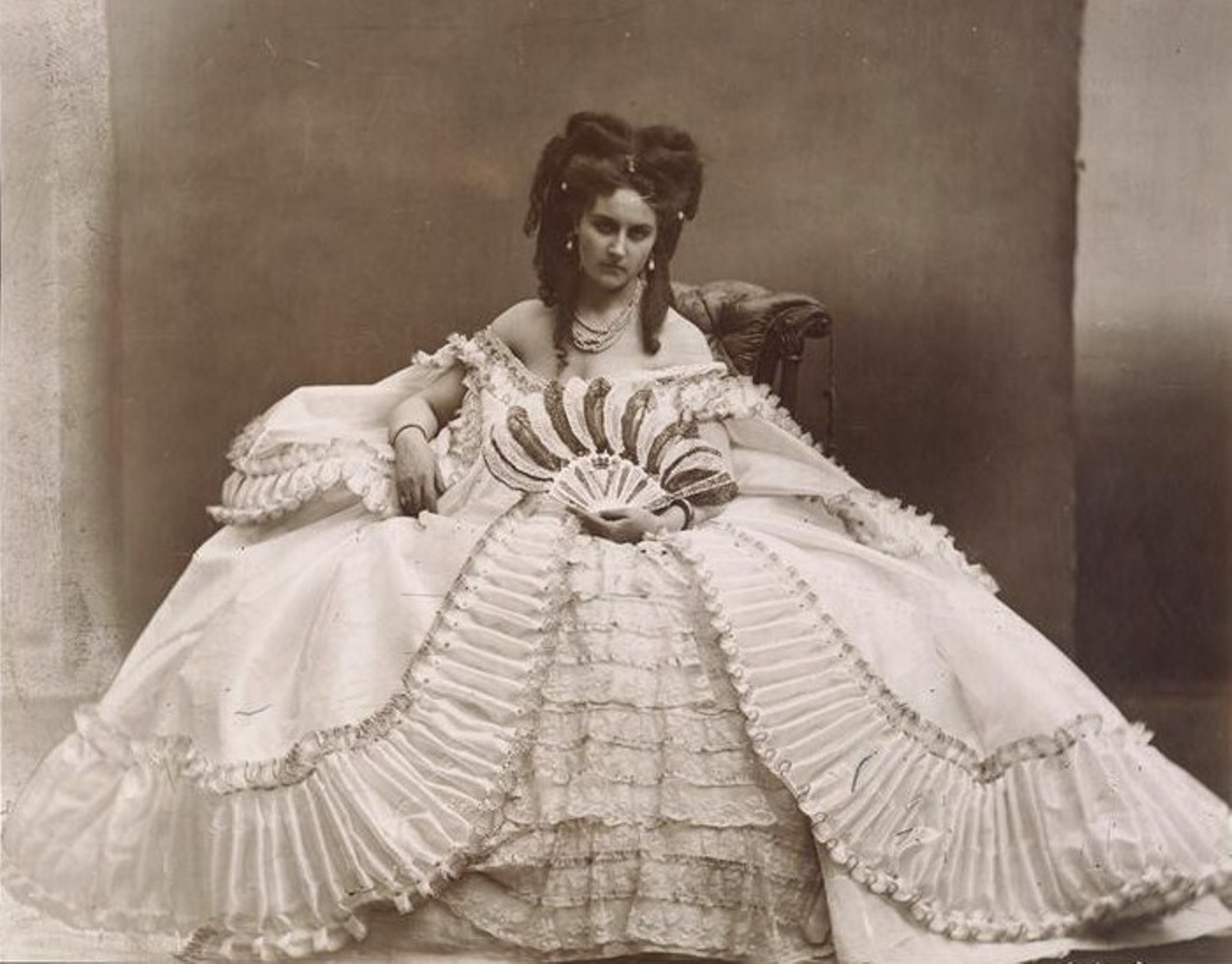
1863
1863-1866
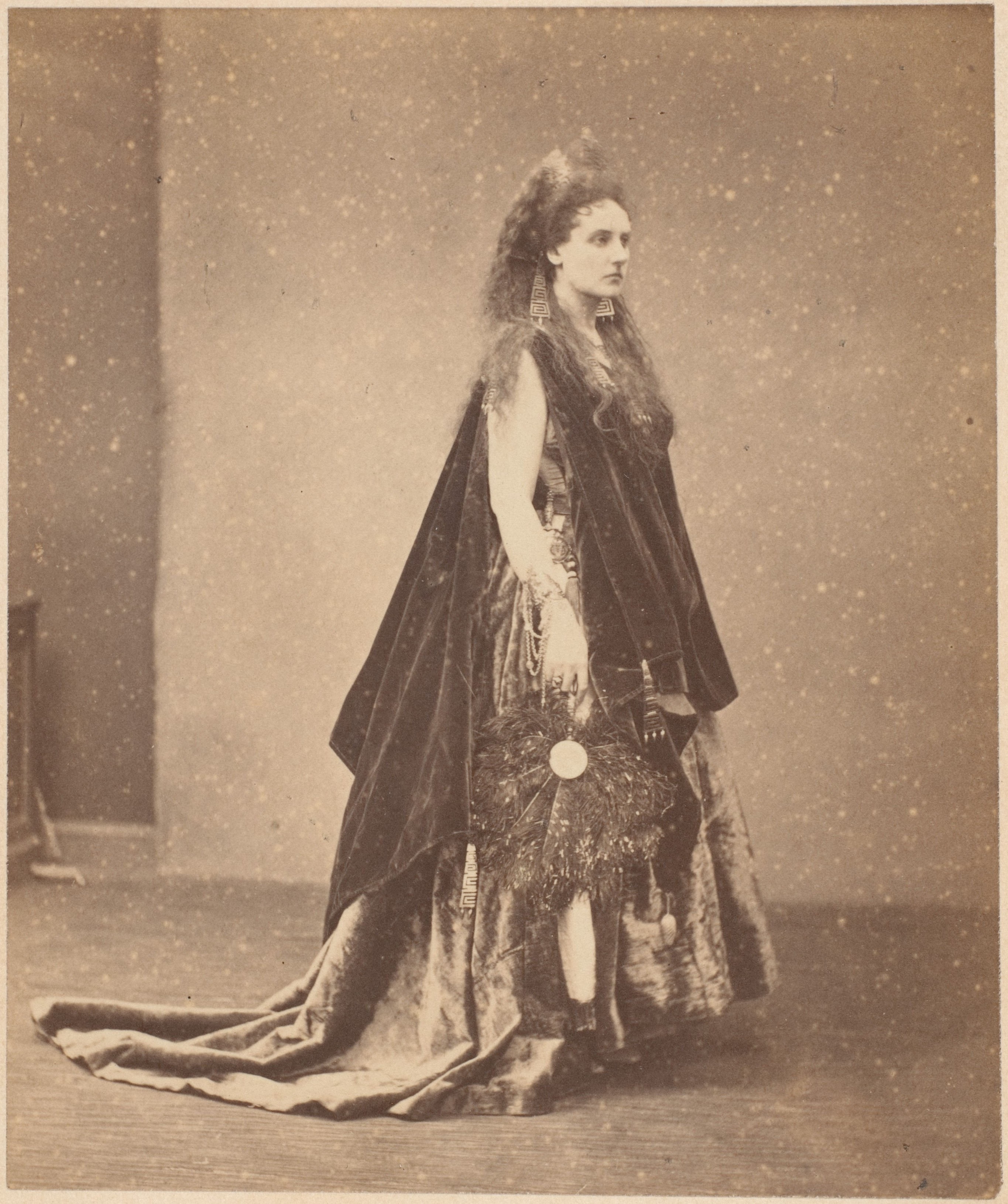
1863–67
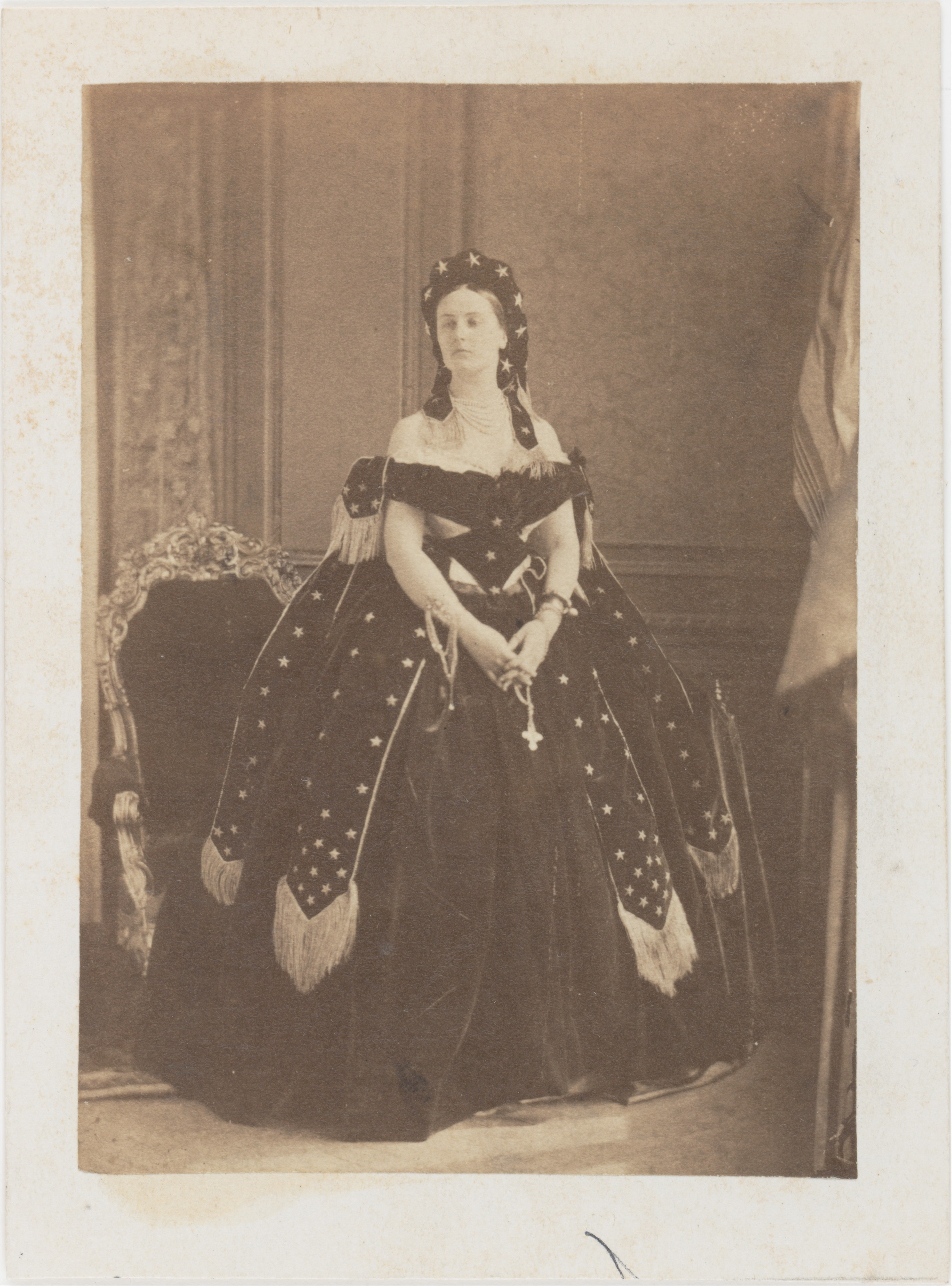
Королева ночі, 1863–67
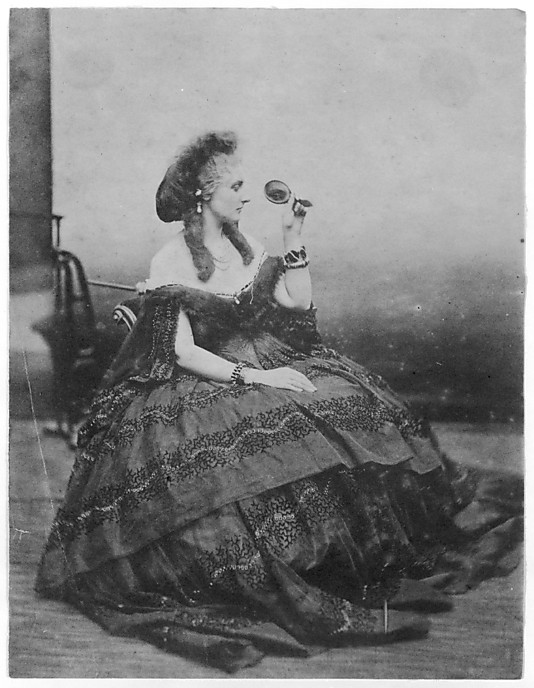
1865
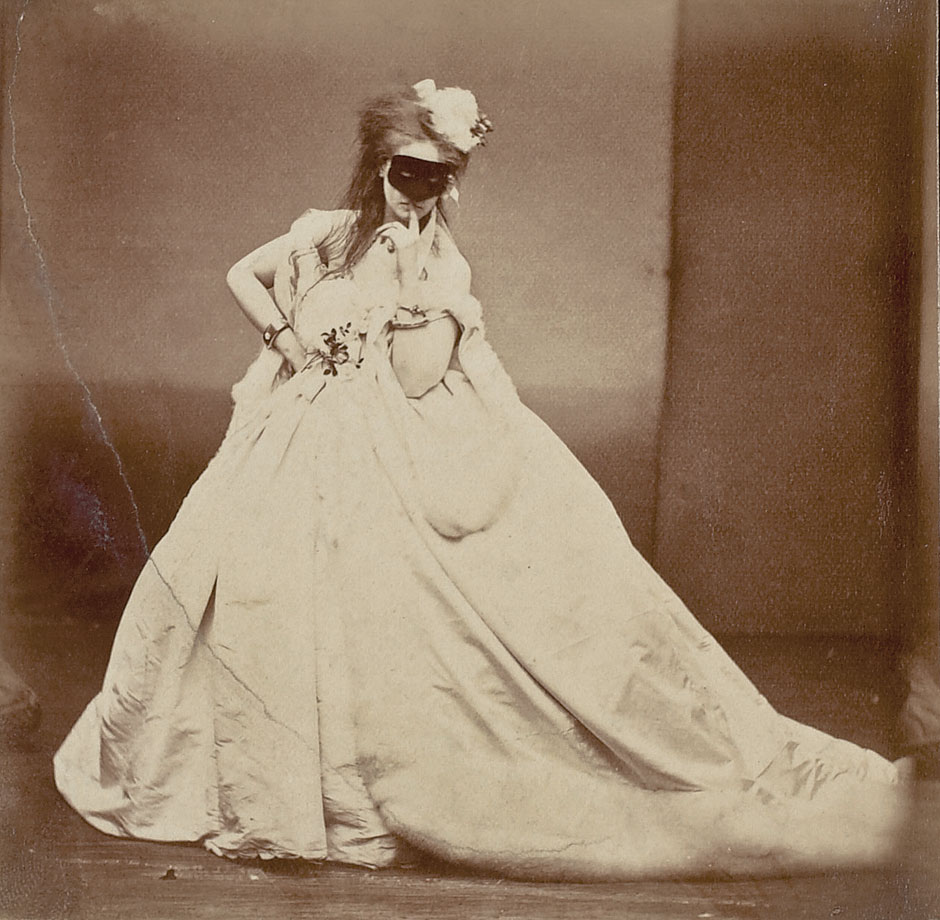
1865
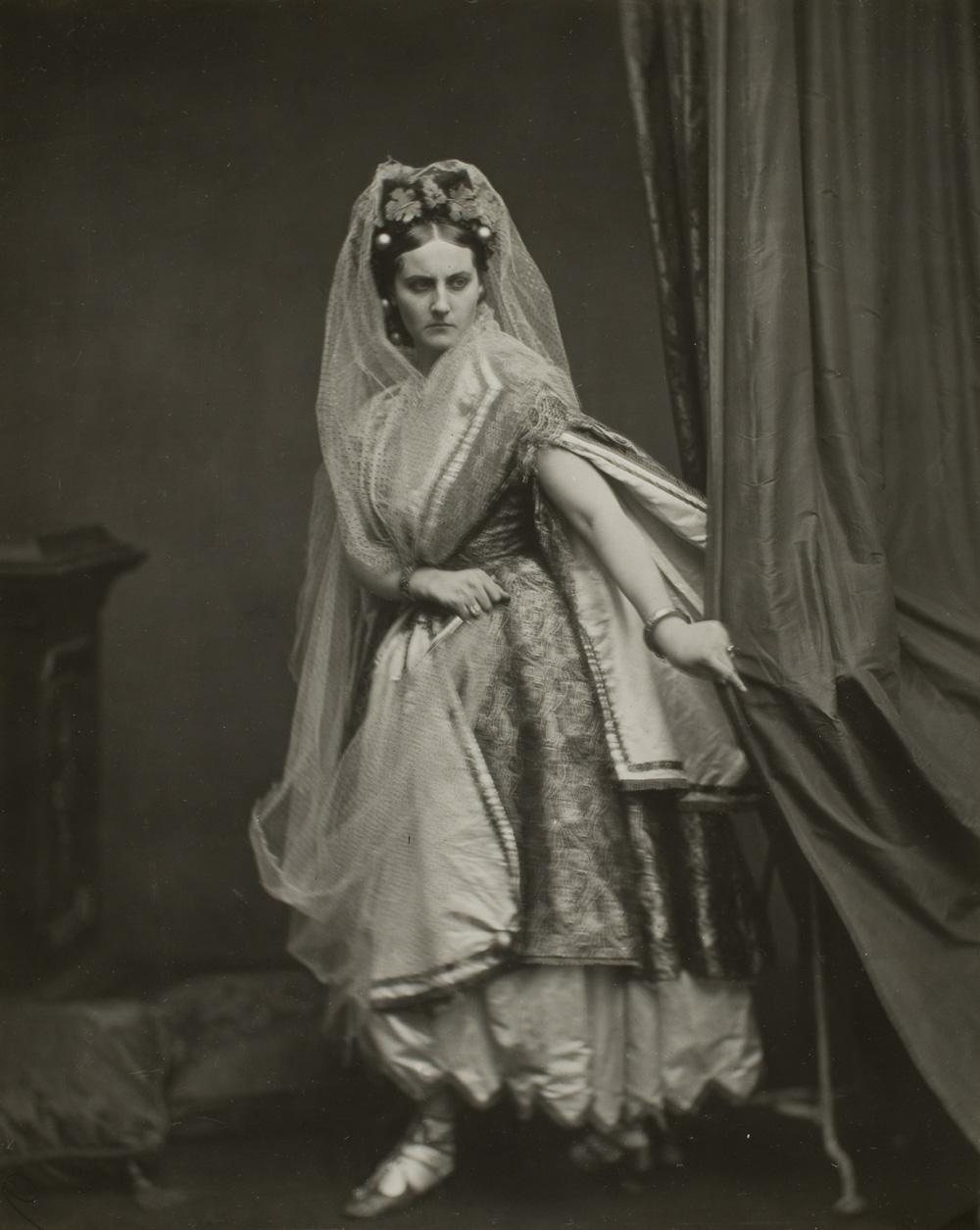
1865
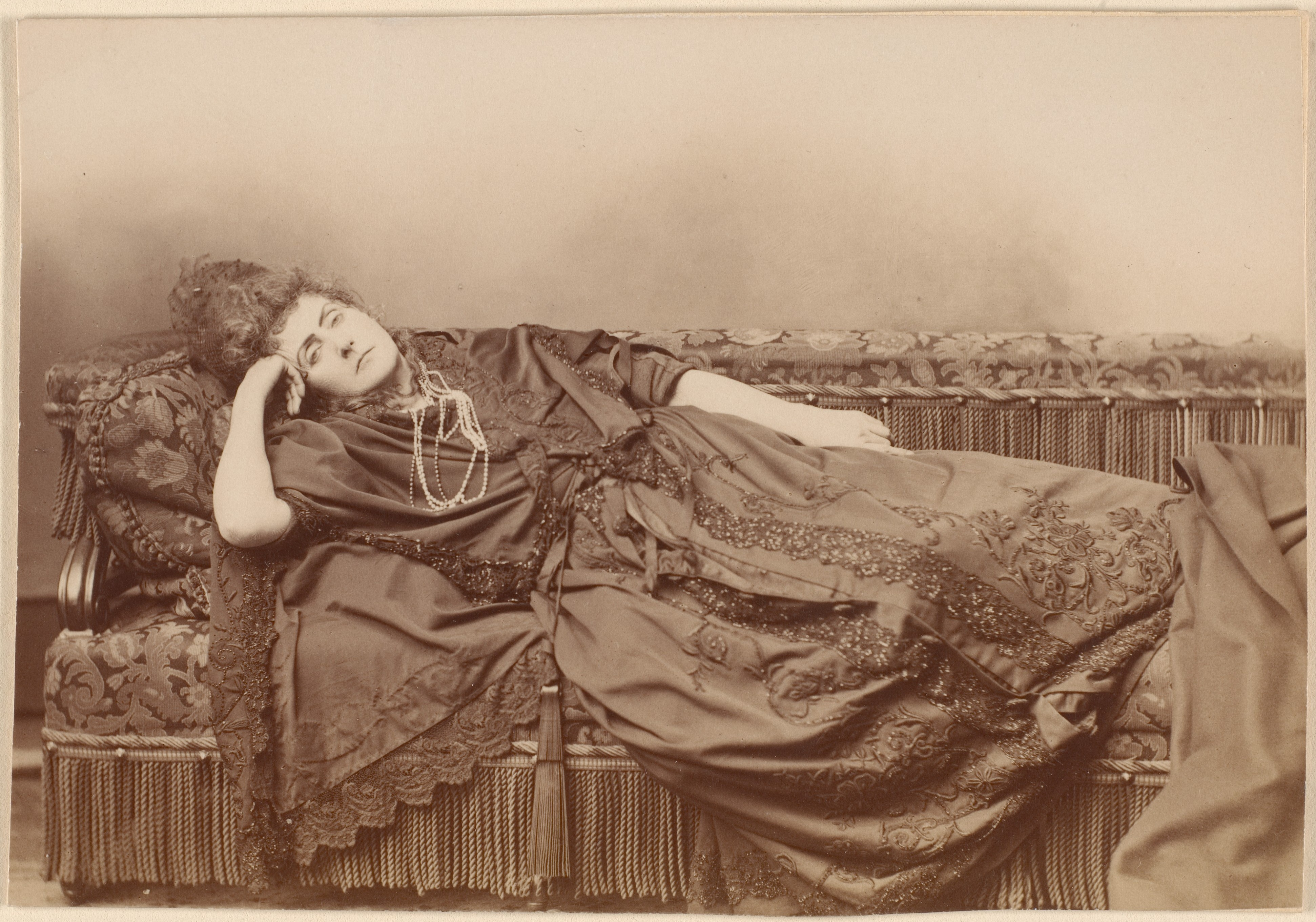
1893, друга серія
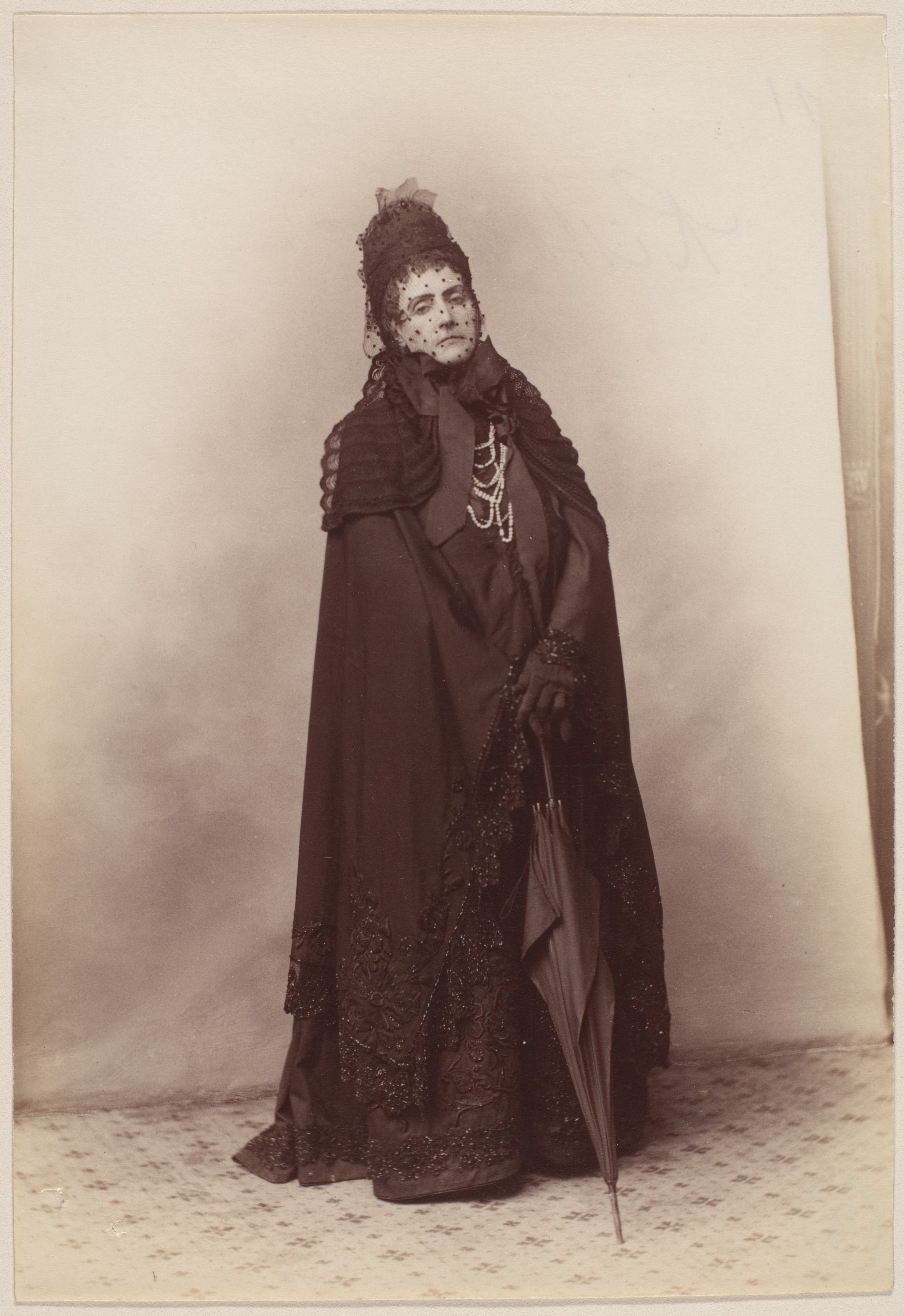
1893
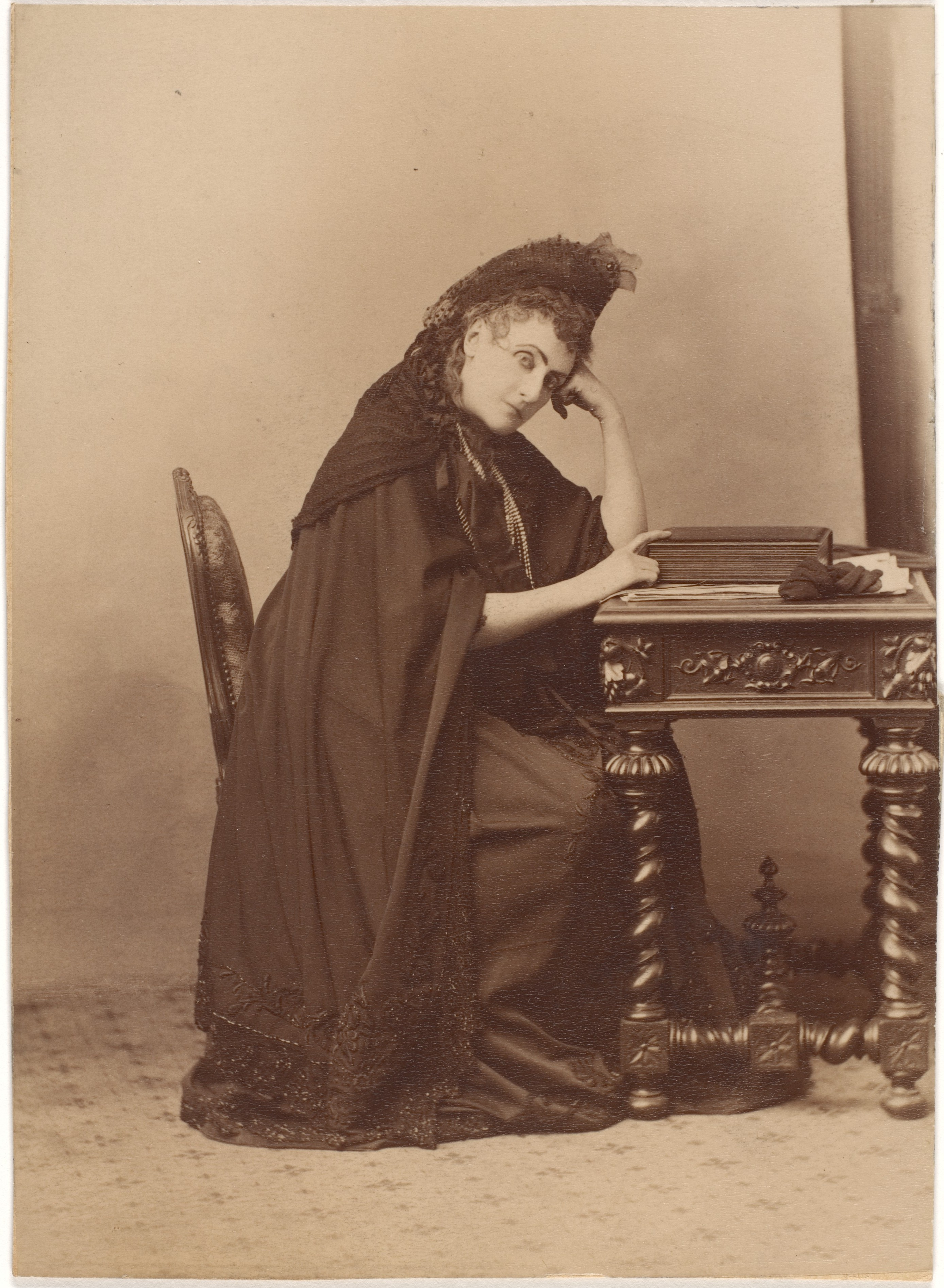
За бюро, 1893
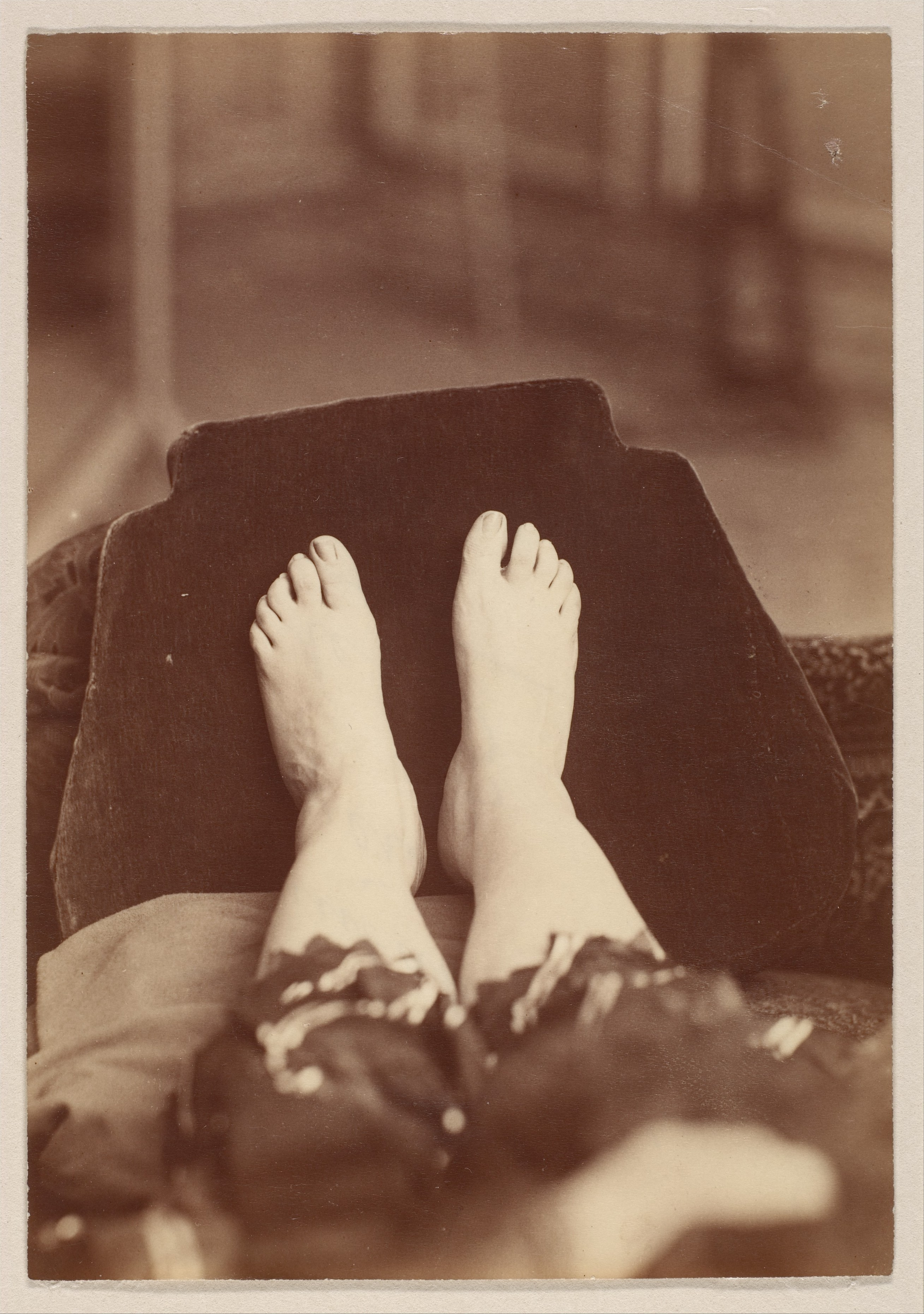
Кадр з перспективи моделі, 1894
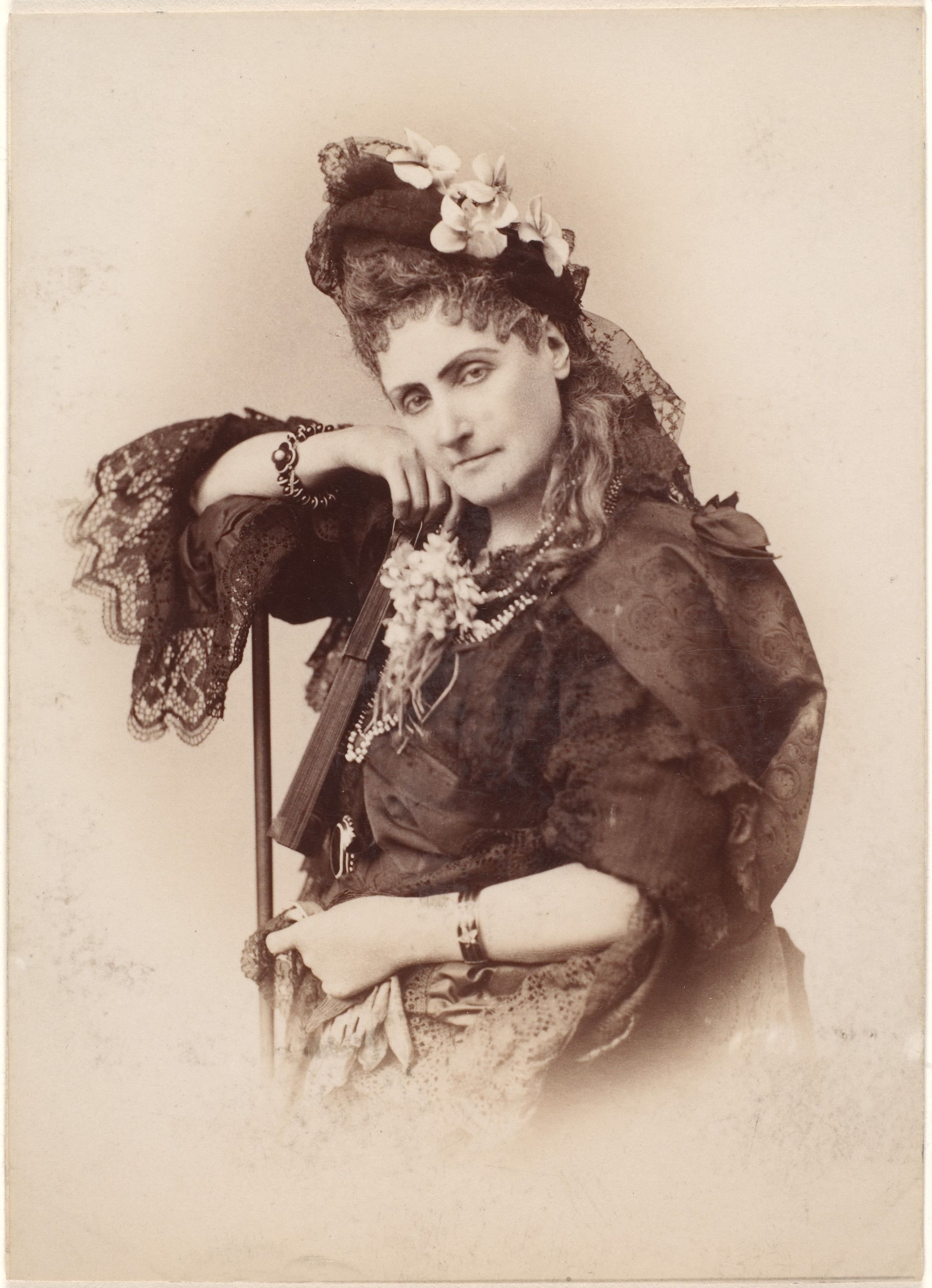
1895
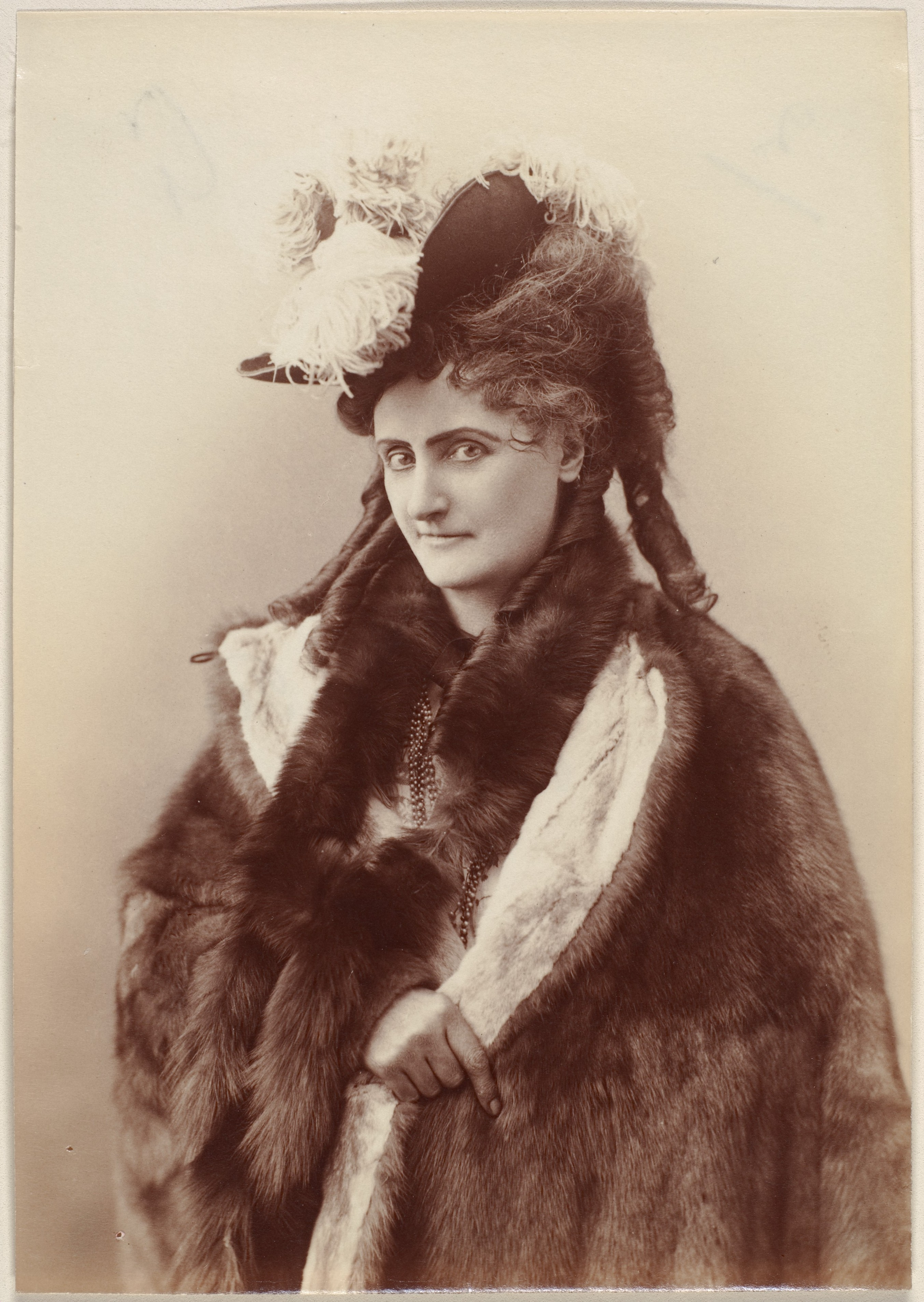
1895
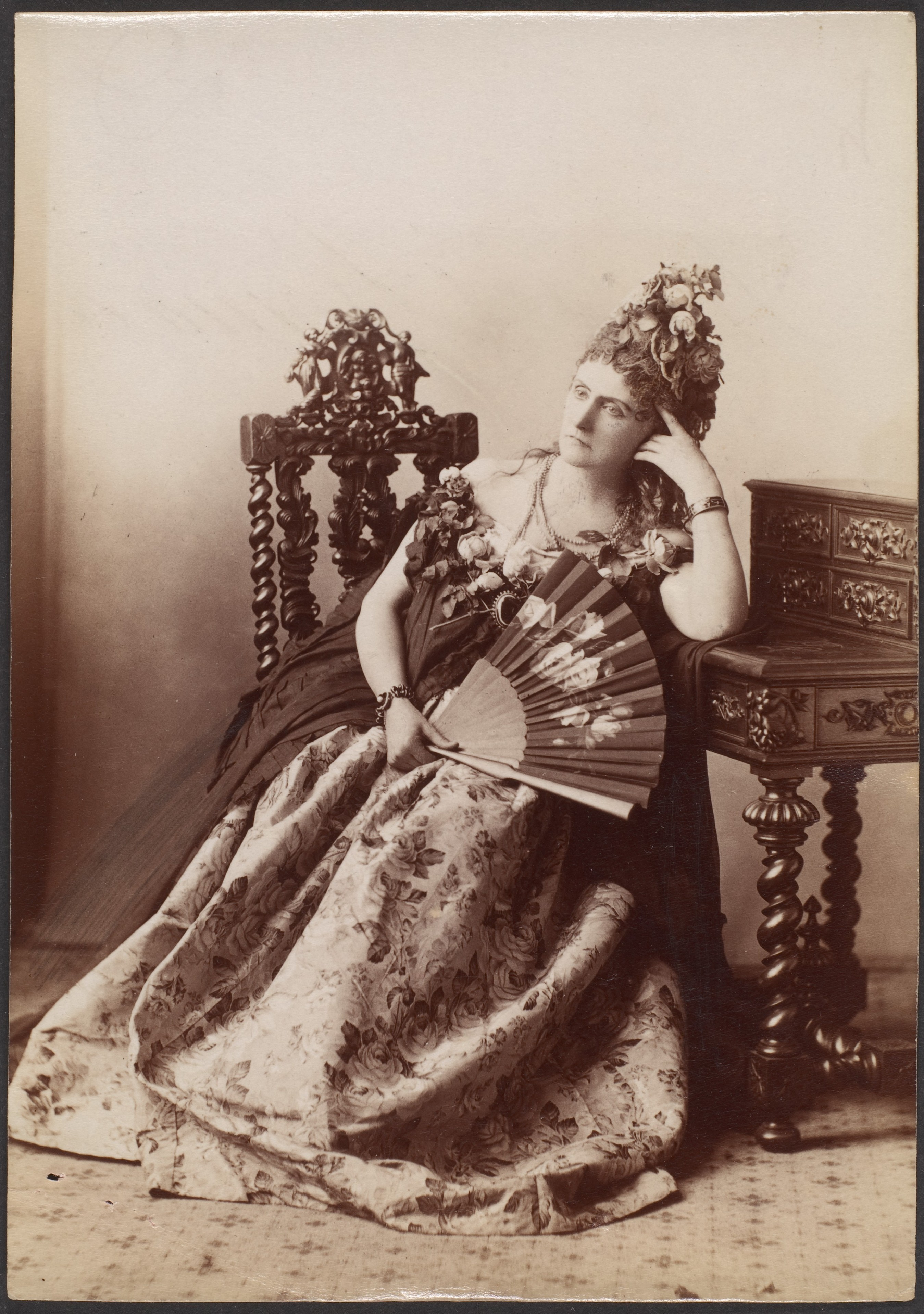
1895
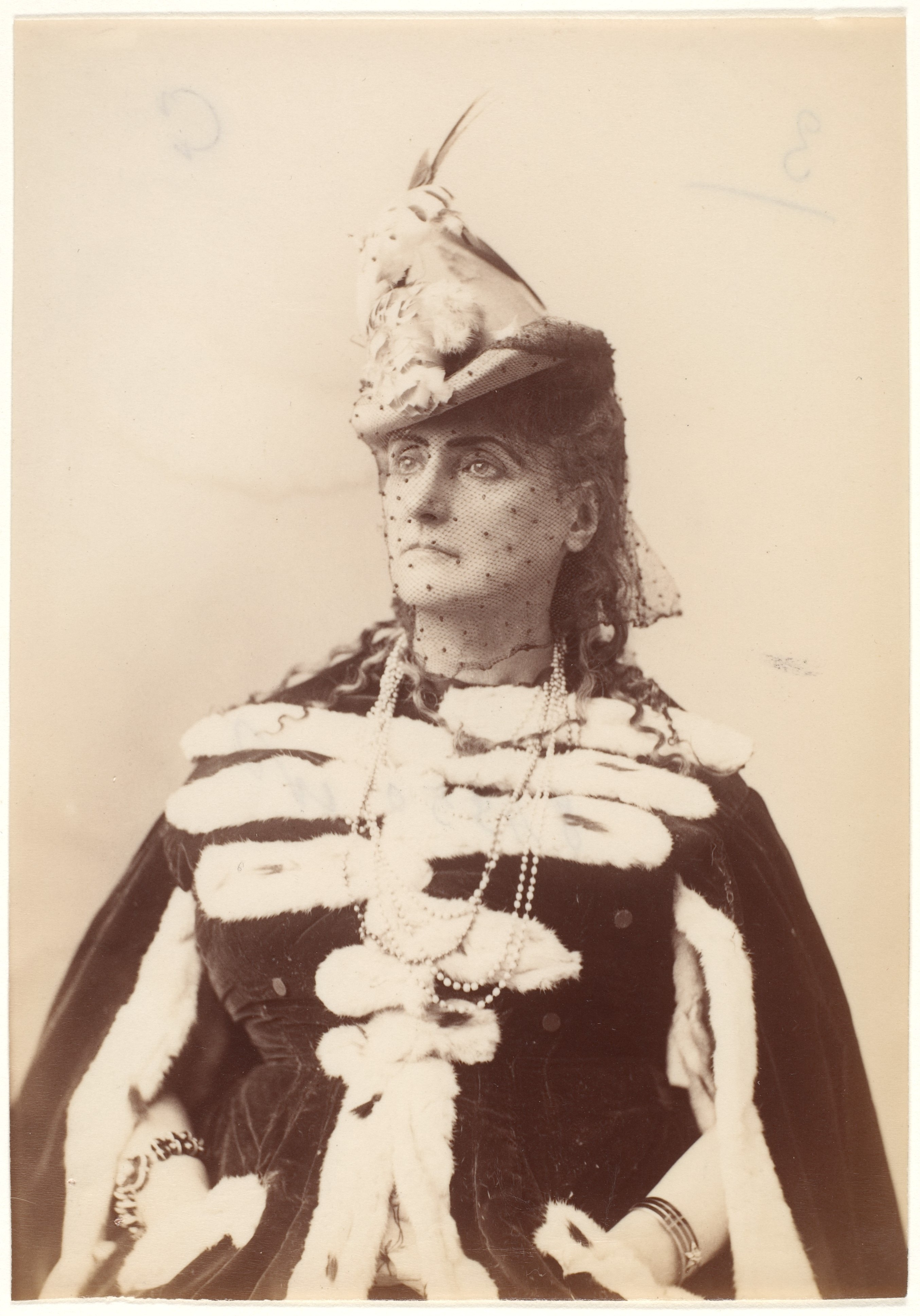
Пальто з горностая, 1895
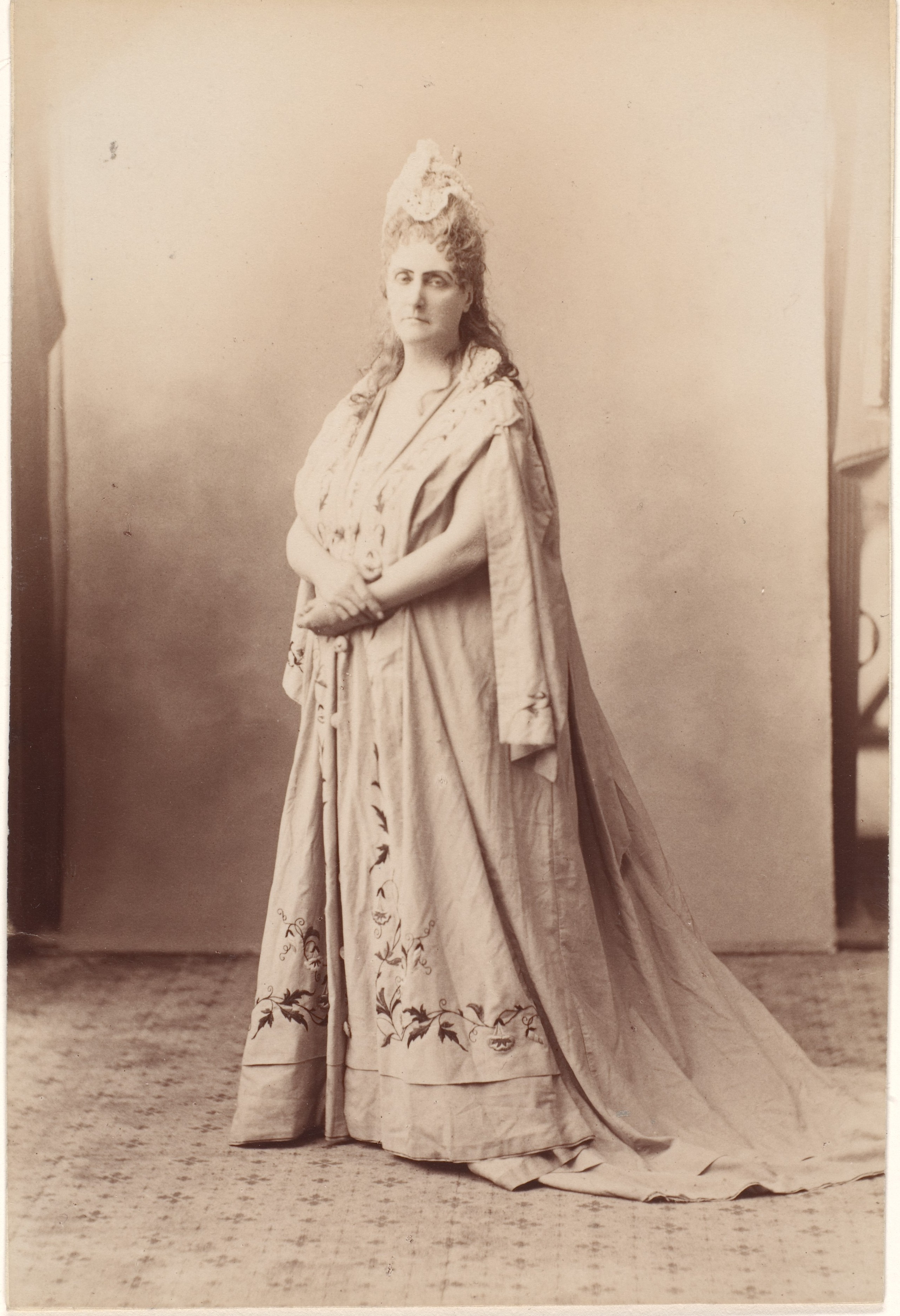
1895
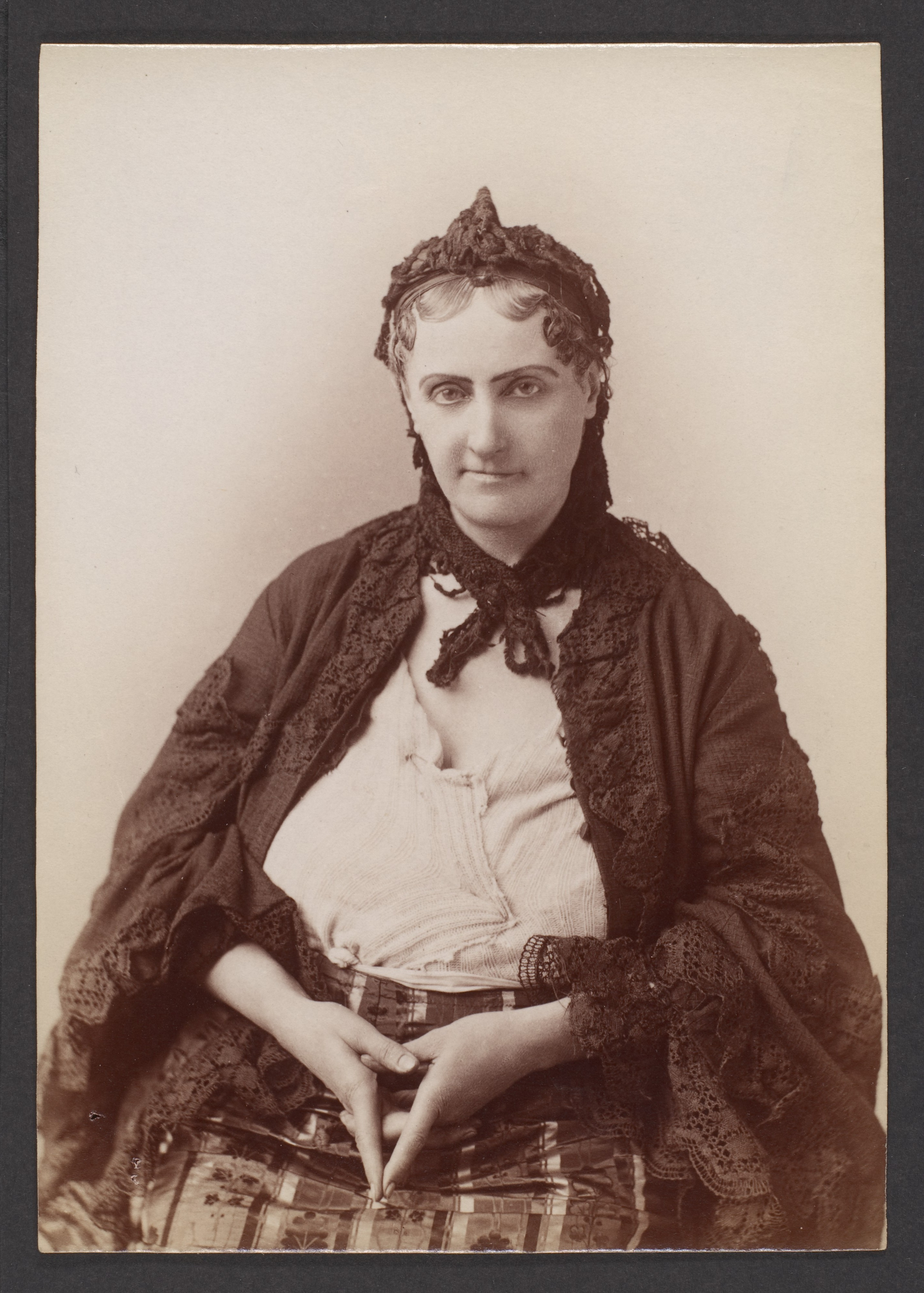
1895

## Пам'ять
Габріеле Д'Аннунціо написав подяку графині Кастільйоне, яка стала передмовою до твору Монтеск'ю. Він також був опублікований окремо в 1973 р.
Життя Вірджинії Кастільйоне зображено в італійському фільмі «Графиня Кастільйоне» та італійсько-французькому фільмі «Таємниця Контеси» 1954 року, в якому знялася Івонн де Карло.
Графиню Кастільцоне намалював художник Жак-Еміль Бланш після її смерті.
Графиня також зображена в романі Олександра Чи «Королева ночі».
Вірджинія Кастільйоне надихнула роман «Експозиція» Наталі Леже.
Джордж Фредерік Воттс написав її портрет у 1857 р.